# فريديريك ميتران
فريديريك ميتران (بالفرنسية: Frédéric Mitterrand) (21 أغسطس 1947 – 21 مارس 2024)، هو ممثل وكاتب سيناريو ومنتج وسياسي فرنسي، شغل منصب وزير الثقافة والاتصال في فرنسا من عام 2009 حتى 2012 في عهد الرئيس نيكولا ساركوزي.

## حياته
ولد في 21 أغسطس 1947 في باريس ، وهو ابن شقيق فرانسوا ميتران، الذي كان رئيس فرنسا في الفترة 1981-1995، وابن المهندس روبير ميتران، (1915-2002) وإديث كاييه.

## روابط خارجية
- فريديريك ميتران على موقع IMDb (الإنجليزية)
- فريديريك ميتران على موقع ميتاكريتيك (الإنجليزية)
- فريديريك ميتران على موقع مونزينجر (الألمانية)
- فريديريك ميتران على موقع ألو سيني (الفرنسية)
- فريديريك ميتران على موقع أول موفي (الإنجليزية)
- فريديريك ميتران على موقع ديسكوغز (الإنجليزية)
- فريديريك ميتران على موقع قاعدة بيانات الفيلم (الإنجليزية)
- فريديريك ميتران على موقع كينوبويسك (الروسية)